# Gălăneşti
Gălăneşti é uma comuna romena localizada no distrito de Suceava, na região de Bucovina. A comuna possui uma área de 40.86 km² e sua população era de 2692 habitantes segundo o censo de 2007.